# Isis (brano musicale)
Isis è la seconda traccia dell'album Desire di Bob Dylan. Racconta di un uomo che sposa la sua ragazza e poi se ne va di casa.
Iside è la dea egiziana della medicina, della luna e del matrimonio (quando Dylan introduceva questa canzone durante la Rolling Thunder Revue affermava che la canzone parlava proprio del matrimonio). Iside è anche all'origine dell'Imperatrice dei tarocchi, la cui immagine è presente sia nel libretto che nel retro dell'album.
La canzone è scritta in modo che l'ultima strofa sia immediatamente precedente alla prima, come capita anche in Tangled Up in Blue e All Along the Watchtower.